# Philippicos (général)
Pour l’article homonyme, voir Philippicos.
Philippicos, Philippikos ou Philippicus (en grec Φιλιππικός) était un général byzantin et beau-frère de l'empereur Maurice (r. 582-602). Sa carrière de général s'étend sur trois décennies, principalement contre les Sassanides.

## Carrière sous Maurice

Carte de la frontière byzantino-perse.

On sait peu de choses des premières années de Philippicos. Il épousa Gordia, sœur de l'empereur Maurice (r. 582-602), probablement en 583, et fut à un moment donné élevé au haut rang de patricius. À peu près à la même époque, il fut nommé comes excubitorum (commandant des Excubites, la garde impériale), et en 584, il remplaça Jean Mystacon comme magister militum pour l'Orient, devenant ainsi responsable de la conduite de la guerre en cours contre les Sassanides.
Il dirigea de nombreux raids en territoire perse en 584-585, dévastant les plaines de la région de Nisibis et menant des incursions en Arzanène et en Mésopotamie orientale. Pendant la même période, il tenta activement d'améliorer la discipline et l'efficacité de ses troupes.
Philippicos passa l'hiver 585-586 à Constantinople et regagna son quartier général à Amida au printemps. Après que des offres de paix perses furent rejetées, il avança ses troupes jusqu'à la frontière et y défit une force perse supérieure menée par Kardarigan lors de la bataille de Solachon. Commençant à envahir et à piller l'Arzanène et assiégeant la forteresse de Chlomaron, il fut toutefois interrompu par l'approche d'une armée de secours perse, causant le retrait en désordre en territoire byzantin. Peut-être en raison d'une maladie, il y remit le commandement de ses troupes à son hypostrategos (lieutenant général), Héraclius l'Ancien, père du futur empereur Héraclius (r. 610-641). Au printemps 587, à nouveau malade et incapable de faire campagne, il attribua deux tiers de ses troupes à Héraclius et le reste aux généraux Théodore et André, les envoyant effectuer des raids en territoire perse. Il ne fit plus campagne cette année, et à l'hiver, il partit pour Constantinople. Il apprit en chemin son remplacement par Priscus,.
Cependant, lorsque Priscus arriva, les troupes refusèrent de lui obéir et choisirent à sa place le doux de Phoenice Libanensis, Germanus. Bientôt à nouveau désigné commandant de l'Orient, Philippicos ne put reprendre les rênes qu'après la fin de la mutinerie, grâce à l'intervention du patriarche d'Antioche. À l'été 589, il marcha contre Martyropolis, récemment tombée aux mains des Perses par la défection d'un officier nommé Sittas. Philippicos ne put reprendre la ville et fut défait par des secours perses menés par Mahbodh et Aphrarat, après quoi il fut remplacé par Comentiolus,.
Par la suite, et en dehors d'une mission diplomatique en 590 auprès de Khosro II (r. 590-628), récemment déposé et réfugié en territoire byzantin, Philippicos n'est plus mentionné pendant plusieurs années. En 598, il fut brièvement désigné général lors des campagnes de Maurice dans les Balkans face aux Avars. Quelques sources lui attribuent une victoire sur les Avars en Thrace, très vraisemblablement à la suite d'une confusion avec Priscus.

## Carrière sous Phocas et Héraclius
En 602, Philippicos fut soupçonné de complot contre l'empereur, en raison d'une prophétie selon laquelle le nom du successeur de Maurice commencerait par un « Φ ». En effet, peu après, Maurice fut déposé et exécuté lors d'une révolte de l'armée des Balkans menée par Phocas. Vu sa proximité avec Maurice, Philippicos fut tonsuré et envoyé dans un monastère de Chrysopolis,. Il y était toujours lorsque Phocas fut renversé par Héraclius en 610. Le nouvel empereur le rappela et l'envoya négocier avec le frère de Phocas, Comentiolus, qui commandait l'armée orientale. Comentiolus l'emprisonna en vue de l'exécuter, mais Philippicos eut la vie sauve lorsque Comentiolus fut assassiné.
En 612, Héraclius le nomma magister militum per Orientem à la place de Priscus, tombé en disgrâce, et il partit à nouveau en campagne contre les Perses en Arménie. En 614, alors qu'une armée perse commandée par Shahin envahit l'Asie mineure et atteint les rives du Bosphore à Chalcédoine, Philippicos entra en territoire perse, espérant ainsi provoquer le retrait de Shahin.
Philippicos mourut peu après et fut enterré dans l'église qu'il avait fait construire à Chrysopolis.

## Auteur possible duStrategikon
En tant que l'un des principaux généraux de son époque, disposant à la fois du temps et de l'opportunité pour le rédiger après 603, lors de ses années au monastère, Philippicos est l'un des auteurs possibles du Strategikon traditionnellement attribué à Maurice.